# 中島義一 (地理学者)
中島 義一（なかじま ぎいち、1926年 - ）は、日本の地理学者。駒澤大学名誉教授、歴史地理学会名誉会員。専門は歴史地理学。

## 来歴
1944年、麻布高等学校卒業。1947年3月、駒澤大学専門部歴史地理科地理学専攻卒業。文学部の同期に歴史科の芥川龍男や阿部肇一、地理科に陶芸家の井高帰山がいる。出版社勤務や中学・高校および他大学の教員を経て、1973年に駒澤大学文学部自然科学教室の講師、1974年に助教授。1980年、教授に就任。
日本歴史地理学研究会（現在の歴史地理学会）の創始に国土地理院の山口恵一郎と共に尽力。1960年代に「一万石大名の城下町」研究を始める。
1972年より山口恵一郎や沢田清、清水靖夫らと編著「日本図誌大系」を刊行（朝倉書店 1972.6 - 1980.5）。
1978年に徳川将軍や大御所が使用した御殿・御茶屋を歴史地理学の立場から研究を進める。
1997年に駒澤大学を定年退職、名誉教授。歴史地理学会会長（のち名誉会員）、交通史学会顧問（2015年 - 2020年度）などを歴任。

## 著書
- 「市場集落」古今書院　1964.9
- 「岩手・青森両県交界地方における定期市」駒沢大学文学部地理学教室　1975.3
- 「徳川将軍家御殿の歴史地理的考察　第2報 駿河・伊豆以西の場合」駒沢大学文学部　1977
- 「徳川将軍御殿の歴史地理的考察 第1報」駒沢大学　1978.3
- 「徳川将軍家御殿の歴史地理的考察 第1報」駒沢大学地理学会　1978
- 「徳川将軍家御殿の歴史地理的考察」駒沢大学　1979
- 「紀州藩御殿の歴史地理的考察」和歌山県立図書館　｢駒澤大学文学部研究紀要｣第40号 昭和57年刊の抜刷
- 「水戸藩御殿の歴史地理的考察 (駒沢地理：第20号)」1984
- 「三重県北部の定期市」駒沢大学　1988
- 「駅前集落 : 1907，栃木県の場合」駒沢大学　1992
- 「明治前期の町：上総の場合」日本歴史地理学研究会　『歴史地理学紀要』11号の抜刷　自館製本

### 編著
- 「日本図誌大系」山口恵一郎, 佐藤侊, 沢田清, 清水靖夫, 中島義一編著　朝倉書店　1972.6- 1980.5
  - 「日本図誌大系　普及版」朝倉書店　　2011.9[11]
  - 「日本図誌大系. 北海道・東北 1(北海道 青森県) 普及版」
  - 「日本図誌大系. 北海道・東北 2(岩手県 秋田県 宮城県 山形県 福島県) 普及版」
  - 「日本図誌大系. 関東 1(東京都 神奈川県 埼玉県) 普及版」
  - 「日本図誌大系. 関東 2(千葉県 茨城県 栃木県 群馬県) 普及版」
  - 「日本図誌大系. 中部 1(山梨県 静岡県 愛知県 岐阜県) 普及版」
  - 「日本図誌大系. 中部 2(長野県 新潟県 富山県 石川県 福井県) 普及版」
  - 「日本図誌大系. 近畿 1(大阪府 兵庫県 和歌山県) 普及版」
  - 「日本図誌大系. 近畿 2(三重県 滋賀県 京都府 奈良県) 普及版」
  - 「日本図誌大系. 四国(徳島県 香川県 愛媛県 高知県) 普及版」
  - 「日本図誌大系. 九州 1(福岡県 佐賀県 長崎県 大分県) 普及版」
  - 「日本図誌大系. 九州 2(熊本県 宮崎県 鹿児島県 沖繩県) 普及版」

### 論文
- CiNii>

## 関連人物・項目
- 芥川龍男 - 歴史学者、法政大学名誉教授
- 菊地利夫 - 地理学者、筑波大学名誉教授、歴史地理学会の前身組織を設立[12]